# Ma$e
Pour la localité suisse, voir Mase.
Ma$e (prononcé : [ˈmeɪs]) , de son vrai nom Mason Durrell Betha (né le 27 août 1975 à Jacksonville en Floride), est un rappeur et acteur américain. Il est surtout connu en tant qu'artiste du label de Diddy, Bad Boy Records, durant la fin des années 1990. Après cinq années d'absence, il revient en 2004 avec l'album Welcome Back. Il interrompt sa carrière de rappeur pour devenir pasteur évangélique, puis revient dans la scène musicale en 2009. En tant qu'acteur, Mase joue dans les films All That (1997) et All of Us (2005).

## Biographie

### Jeunesse
Mase est né Mason Durell Betha à Jacksonville, en Floride, le 27 août 1975. Il grandit sans connaître son père. Fuyant son époux abusif, la mère de Mason fuit avec son fils à Harlem, New York, lorsqu'il est âgé de cinq ans. Jusqu'à ses treize ans, il souffre de bégaiements, sèche les cours, court après les filles, et traine dans le 139th et Lenox Streets ; cependant, il reviendra en Floride puis à New York à 15 ans. Il s'intéresse à cette période au basketball et devient un bon joueur dans son lycée au Manhattan Center High School — aux côtés de son ami et rappeur Cam’ron. Adolescents, les deux se consacrent au rap, et forment le groupe local Children of the Corn. Damon Dash, un autre étudiant au Manhattan Center, devient brièvement leur manager avant de suivre Big L. 
Après avoir obtenu son diplôme en 1994, Mason s'inscrit à la State University of New York at Purchase de Westchester, New York. Il revient à Harlem pendant quelques semestres et tente de poursuivre sa carrière de rappeur. Sa sœur Stason lui fait connaître Cudda Love, manager de Biggie Smalls à l'époque. En 1996, Cudda emmène Mason à Atlanta pour rencontrer Jermaine Dupri et Sean « P. Diddy » Combs lors d'une convention. Peu après sa rencontre avec Combs au Hard Rock Café, Ma$e signe un contrat de 250 000 $ au label Bad Boy Entertainment se joignant ainsi à Notorious B.I.G,.

### Harlem World(1997–1998)
Mase publie son premier LP solo, Harlem World, le 28 octobre 1997. Il atteint la première place du Billboard 200, avec plus de 270 000 exemplaires vendus aux États-Unis la première semaine de publication ; il est certifié quadruple disque de platine par la RIAA. Mase en dit plus sur son premier album lors d'un entretien avec MTV : « À la base, j'essaye d'établir une identité solide pour Mase comme ça tout le monde saura que Mase est lui-même et que Mase peut faire autre chose que du rap ou autre chose similaire. » Entertainment Weekly considère l'album : « ...d'une créativité novatrice, avec des paroles bien menées... le nouveau bad boy du rap publie un album solo clair... » L'album contient des singles comme Feel So Good et Lookin' at Me, qui atteignent les classements Billboard, ainsi que What You Want, qui atteint la troisième place des Billboard Rap et RnB  Charts. Cette même année, Mase participe avec Puff Daddy, à la chanson Honey de Mariah Carey, à You Should Be Mine de Brian McKnight, et à Top of the World de Brandy, sa petite amie de l'époque. En 1998, Mase forme son propre label, All Out Records. Il y signe son groupe Harlem World. Mase et le rappeur de Harlem World, Blinky Blink, participent à la chanson Take Me There de Blackstreet et Mýa. Le 9 avril 1998, Mase est arrêté pour soupçons de proxénétisme.

### Double Upet premier retour (1999–2007)
Le deuxième album de Mase, Double Up, est publié le 15 juin 1999, et distribué par le label Bad Boy Records ; il compte 107 000 exemplaires vendus la première semaine, et débute 11e des classements Billboard. Le 4 mai 1999, lors d'un entretien avec Funkmaster Flex sur la chaîne new-yorkaise Hot 97, Mase annonce son retrait musical pour « pouvoir se consacrer à Dieu. »
Après cinq ans d'inactivité musicale, Mase revient avec sa chanson Welcome Back en été 2004. Avant la sortie de son album homonyme, le rappeur participe à la chanson In My Life de Nelly, ainsi qu'au remix du titre Lean Back de Fat Joe. Le troisième album de Mase, Welcome Back, est publié le 24 août 2004 au label de Diddy, Bad Boy Records/Universal Music Group. L'album débute quatrième des classements, et compte 188 000 exemplaires vendus la première semaine ; l'album sera certifié disque d'or, avec 559 000 exemplaires vendus aux États-Unis. Publié après cinq d'inactivité, l'album définit la personnalité chrétienne de Mase. Sa nouvelle approche musicale est accueillie d'une manière mitigée par la presse spécialisée. Cependant, même si l'album n'atteint le succès obtenu par son premier album Harlem World, les singles Welcome Back et Breathe, Stretch, Shake sont joués à la radio locale, et leurs clips sur les chaînes BET et MTV ; les deux singles seront certifiés disques d'or par la RIAA.
Au milieu des années 2000, Mase se lance en tournée et dans les enregistrements avec la G-Unit. Depuis, il explique qu'avoir travaillé avec le groupe n'était pas un regret, mais le message qu'il a fait passer était une erreur. Il se joint à la G-Unit afin d'attirer un public différent : « Pour pouvoir attirer un nouveau public, je dois retourner à mes débuts. » Sous G-Unit, il publie Crucified 4 The Hood: 10 Years of Hate, une mixtape de la série de DJ Whoo Kid, mais aucun album officiel.

### Second retour (2009)
Après treize ans dans le rap, Mase se lance dans des remixes de chansons RnB. En début juin 2009, il participe à la chanson Uptown Bo de Harry O, signé chez The Inc. Records, aux côtés de Ron Browz. Des semaines plus tard, il participe à un street remix de la chanson Best I Ever Had de Drake. Mase explique être revenu dans la scène musicale à la suite de la mort de Michael Jackson. Il est interviewé sur la chaîne de radio locale Power 105.1 par DJ Self. Pendant l'interview, son ancien ami et nouveau rival, Jim Jones, lui demande de collaborer pour un nouvel album. Le 3 juillet, Mase participe au remix du single I Need a Girl de Trey Songz. Mase participe à la chanson Get It, produite par Big Ran et qui fait participer Cam'ron.
Lors d'un entretien en 2009 avec MTV, Diddy s'exprime sur le retour de Mase et sur ce que cela signifie pour son label, Bad Boy Records. « Mase m'a appelé... on a discuté. Il a juste dit 'Garde un œil sur moi. Je pourrai revenir. Fait attention à ce que je fais'. J'ai répondu 'J'ai vu'. Il est sans aucun doute le meilleur MC. Les gens ne peuvent pas le nier. Il est l'un des mieux reconnus... »
En octobre 2009, Mase participe à une interview avec Diddy-Dirty Money sur V-103. Il explique avoir ramené des preuves sur la fin de son contrat avec le label Bad Boy. Diddy a signé et annoncé à Mase : « [Mase] est libre de faire ce qu'il veut. » En réalité, Diddy signera la fin des obligations contractuelles de Mase à son label afin que Mase puisse collaborer avec des artistes de différentes autres labels.

### Now We Even(depuis 2010)
En 2010, Diddy offre à Mase la possibilité de quitter Bad Boy Records pendant un an, Mase ayant décidé de quitter le rap pour de bon bien qu'ensuite de nouveau signé chez Bad Boy. Le 17 avril 2012, Spiff TV Films, la société responsable des clips de Rick Ross tweete une photo des rappeurs Ma$e, Rick Ross et French Montana. Cette photo crée l'enthousiasme du public qui pense à un troisième retour de Ma$e.
En décembre 2012, Mase annonce ne plus être signé chez Bad Boy après seize ans de services. Il explique ne pas vouloir signer avec un autre label. Cependant, il explique plus tard, lors d'un entretien avec MTV, être intéressé par deux labels ; GOOD Music de Kanye West ou OVO Sound de Drake,. Le 18 octobre 2013, Mase annonce un nouvel album, intitulé Now We Even qui fera participer Jay-Z, Diddy, Beyonce Knowles, Drake, 2 Chainz Lauryn Hill, Meek Mill, Fabolous, Ariana Grande, Dipset, Eric Bellinger, Seal et CeeLo Green.

## Discographie
- 1997 : Harlem World
- 1999 : Double Up
- 2004 : Welcome Back
- 2015 : Now We Even